# Transeuropa (Festival)
Transeuropa (Eigenschreibweise: transeuropa) ist ein europäisches Theater- und Performancefestival. Es findet seit 1994 im Dreijahresrhythmus in Hildesheim statt.

## Profil
Transeuropa ist ein Theater- und Performancefestival, das sich seit Mitte der 1990er Jahre in der europäischen Theaterlandschaft etabliert hat. Es zeigt Produktionen europäischer Nachwuchskünstler aus Theater, Tanz und Performance.
Das Herzstück des Festivals bilden die internationalen Koproduktionen und Gastspiele. In Hildesheim bietet das transeuropa jungen Künstlern mit Arbeits- und Lebensmittelpunkt in Europa Raum zur Auseinandersetzung mit jeweils einer bestimmten Thematik und experimentellen Formen. Das Festival will als Forum der europäischen Theaterszene strukturellen und inhaltlichen Austausch ermöglichen sowie aktuelle Tendenzen und Strukturen aufzeigen. Nachfolgeengagements von Festivalpremieren in den Sophiensaelen Berlin, dem Theaterhaus Jena oder des Theaterhauses Gessnerallee Zürich sind Beispiele dafür.
Hinter der Organisation steht der Verein transeuropa e.V. Das Festival findet in Kooperation mit der Universität Hildesheim und ihren Studiengängen der angewandten Kulturwissenschaften statt. Die forschende Theaterwissenschaft soll dabei die Auseinandersetzung anregen und Produktionsprozesse untersuchen. Dazu werden jeweils Experten aus Wissenschaft und Praxis eingeladen. Theaterwissenschaftlicher Diskurs sowie die Förderung neuer Theateransätze sollen Transeuropa auch in Fachkreisen bekannt gemacht haben.

## Geschichte
In den 1990er Jahren, nach dem Fall des sogenannten Eisernen Vorhangs in Europa, stellte Transeuropa Verknüpfungen zwischen Ost und West her. Die junge Theaterszene in drei Partnerländern jenseits des Eisernen Vorhangs stand im Mittelpunkt des Festivalprogramms. Seitdem stellt Transeuropa sein Programm unter einen thematischen Schwerpunkt der aktuellen gesellschaftspolitischen und ästhetischen Entwicklungen.
1994 waren die Partnerländer Polen, Belgien und die Niederlande (Künstlerische Leitung: Julia Lochte, Uta Schnell), 1997 Tschechien, Großbritannien und den Niederlanden (Künstlerische Leitung: Viola Hasselberg, Uta Schnell).
2000 war das Festival zu Gast auf der Expo 2000 in Hannover mit den Partnerländern Dänemark, Russland und Großbritannien (Künstlerische Leitung: Olaf Kröck).
2003 stand Transeuropa mit Norwegen, Estland und der Schweiz unter dem Motto: „Theater als Training für die Wirklichkeit“ (Künstlerische Leitung: Carolin Hochleichter).
Festivalthema 2006 war Neue Kollektive mit Produktionen aus der Schweiz, Slowenien, Kroatien und Mazedonien (Künstlerische Leitung: Eva Plischke).
2009 setzte sich Transeuropa Grenzen und Grenzwerten zum Thema mit Gruppen aus Belgien, Deutschland, Serbien und der Türkei (Künstlerische Leitung: Maike Piechot, Lea Seibert).
2012 lud das Festival Gastspiele aus Island, Portugal und Litauen nach Hildesheim ein.
2015 traten unter anderen drei ukrainische Künstler auf, was von der East European Performing Arts Platform (EEPAP) mit finanziert wurde.
2018 fand das Festival unter dem Titel „Transeuropa fluid“ statt, wobei 15 Künstler eine gemeinsame viertägige Aufführung entwickelten.
Die zehnte Ausgabe 2021 feierte das Festival unter dem Titel „Transeuropa [X] - Enter The Collective Vision“. Es beschäftigte sich mit Zusammenhalt, Zugehörigkeit und Gemeinschaft sowie Utopien, Visionen und Zukunftsentwürfen. Die Werke wurden als Video-Livestream oder als performative Installation im Stadtraum präsentiert. Das Vermittlungs- und Diskursprogramm umfasste Themen wie Digitalität, diskriminierungsarme Kulturarbeit oder Social Media in den performativen Künsten sowie eine Zusammenkunft von Vertretern der Leitungsteams aller zehn Festivalausgaben in einer öffentlichen Videokonferenz. Das Leitungsteam bestand aus Ulrike Wegener, Nicolas Lenz, Emma Wörtmann, Bellatrix Ziegler und Eva Bode.
2024 setzte das Festival wieder vermehrt Wert auf den Austausch zwischen den eingeladenen Künstler und Künstlerinnen, der Hildesheimer Stadtbevölkerung und angereisten Festivalbesucher und Festivalbesucherinnen. Unter dem Motto making space widmete sich das Leitungsteam (Denise Hafermann, Leonie Friedel, Katharina Schadenhofer, Paolo Artisi und Paulinus Burger) vor und während des Festivals den Formen der kulturellen Teilhabe unter starker Einbeziehung Bürger und Bürgerinnen verschiedenster Stadt-Communities. Zum ersten Mal entschied nicht die Festivalleitung, sondern zwei Jurys aus Personen aus Hildesheim, die sogenannte "Bürger*innenjury" und "Jugendjury", über das künstlerische Programm. Für das "transeuropa 2024 – making space" wählten die Jurys aus einer offenen Ausschreibung folgende Performances: "Dance Gathering" von maiskind – iSaAc Espinoza Hidrobo; "PERSPECTIVES" von Anna Chiedza Spörri; "SODOM" von Arno Verbruggen; "Super Superficial" von Kysy Fischer; "TIKKÉ TIKKÉ" von Mona Farivar; "Terminus" von HumanLab. Außerdem wurde zum ersten Mal das Förderprogramm "NextUs Festivalbesuch" für jungen Künstler und Künstlerinnen aus ganz Europa angeboten. Die Teilnehmenden bekamen den Festivalbesuch finanziert und besuchten ein eigenes Begleitprogramm während dem Festival.